# Pandanus basedowii
Pandanus basedowii är en enhjärtbladig växtart som beskrevs av Charles Henry Wright. Pandanus basedowii ingår i släktet Pandanus och familjen Pandanaceae.
Artens utbredningsområde är Northern Territory, Australien. Inga underarter finns listade.

## Bildgalleri

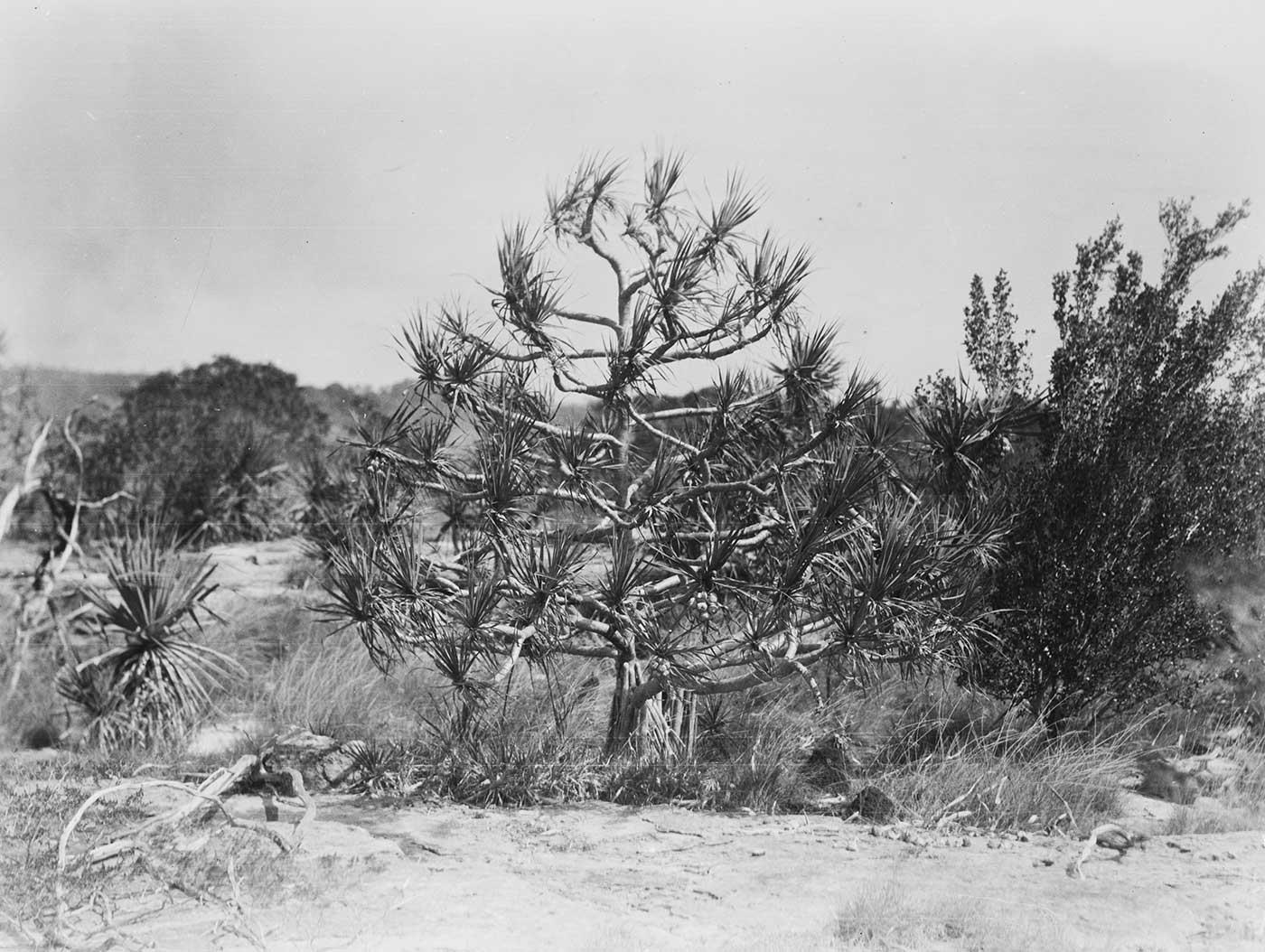